# كيث براون
كيث براون (بالإنجليزية: Keith Brown (Scottish politician))‏ (و. 1961 – م) هو سياسي من المملكة المتحدة. ولد في إدنبرة. تولى منصب عضو البرلمان الإسكتلندي.
وهو عضو في الحزب القومي الاسكتلندي.

## التعليم
تعلم في جامعة دندي.

## الخدمة العسكرية
خدم في البحرية الملكية البريطانية، وRoyal Marines.